# Hyeongseop X Euiwoong
Hyeongseop X Euiwoong (кор. 형섭x의웅) — південнокорейський дует, створений Yuehua Entertainment у Сеулі, Південна Корея. Раніше дует брав участь у 2 сезоні Produce 101. Вони дебютували 2 листопада 2017 року з синглом «It Will Be Good». 2 березня 2022 дует дебютував у складі бой-бенду Tempest під керівництвом Yuehua.

## Учасники
- Ан Хьон Соп (안형섭)
- Лі Ий Ун (이의웅)

## Дискографія

### Сингл-альбоми
| Назва                | Деталі альбому                                                                                       | Пікові позиції у чартах | Продажі                  |
| Назва                | Деталі альбому                                                                                       | KOR                     | Продажі                  |
| -------------------- | --- | ----------------------- | ------------------------ |
| The Moment of Memory | - Реліз: 2 листопада 2017 - Лейбл: Yuehua Entertainment - Формат: CD, цифрове завантаження, стриминг | 5                       | - Південна Корея: 29,976 |
| Color of Dream       | - Реліз: 10 квітня 2018 - Лейбл: Yuehua Entertainment - Формат: CD, цифрове завантаження, стриминг   | 10                      | - Південна Корея: 14,026 |

### Сингли
| Назва                                                                            | Рік  | Пікові позиції у чартах | Продажі (DL) | Альбом               |
| Назва                                                                            | Рік  | KOR                     | Продажі (DL) | Альбом               |
| -------------------------------------------------------------------------------- | ---- | ----------------------- | ------------ | -------------------- |
| «It Will Be Good» (좋겠다)                                                       | 2017 | —                       | Н/Д          | The Moment of Memory |
| «Love Tint» (너에게 물들어)                                                      | 2018 | —                       | Н/Д          | Color of Dream       |
| «—» релізи, що не потрапили у чарти або не були випущені у відповідних регіонах. |      |                         |              |                      |

## Нагороди і номінації
| Рік  | Нагорода                     | Категорія             | Номінант / Робота     | Результат |
| ---- | ---------------------------- | --------------------- | --------------------- | --------- |
| 2018 | Mnet Asian Music Awards      | Best New Male Artist  | Hyeongseop X Euiwoong | Номінація |
| 2018 | Soribada Best K-Music Awards | Rising Hot Star Award | Hyeongseop X Euiwoong | Перемога  |